# Bareli (ort)
Bareli är en ort i Indien.   Den ligger i distriktet Raisen och delstaten Madhya Pradesh, i den centrala delen av landet, 600 km söder om huvudstaden New Delhi. Bareli ligger 323 meter över havet och antalet invånare är 30 000.
Terrängen runt Bareli är mycket platt, och sluttar söderut. Runt Bareli är det ganska tätbefolkat, med 144 invånare per kvadratkilometer. Det finns inga andra samhällen i närheten. Trakten runt Bareli består till största delen av jordbruksmark.